# バグダーディ・アル＝マフムーディ
アル＝バグダーディ・アリー・アル＝マフムーディ（アラビア語: البغدادي علي المحمودي、al-Baghdadi Ali al-Mahmudi、1945年もしくは1946年生まれ）は、リビアの政治家。カッザーフィー体制で最後の首相（正式な役職名は全国人民委員会書記）を務めた人物である。副首相（全国人民委員会副書記）などを歴任。医学の学位を持ち専門は産婦人科。2022年1月、マフムーディは2012年にチュニジアに追放された後、リビアに投獄された。彼はリビアの機関と国際刑事裁判所にチュニジアに対して苦情を申し立てようとしている。

## 経歴・概要
北西部リビア、ザーウィヤ県出身。医者としての教育を受け、1992年保健・社会安全相（全国人民委員会保健・社会安全担当書記。厚生大臣、保健相に相当）に任命された。1997年スレイマン・アル＝ガマリ（Suleiman al-Ghamari）と保健相を交代し、2000年まで人民委員会担当書記（国務大臣）を務めた。2000年3月から9月までサービス担当副首相。その後も人的資源担当相を6ヶ月、 国土都市計画・環境担当相を5ヶ月務め、2001年9月、製造担当副首相に任命された。2004年3月7日、副首相に相当する人民委員会副書記に就任した。
2006年3月5日、最高指導者ムアンマル・アル＝カッザーフィー大佐（カダフィ大佐）によって、首相に相当する全国人民委員会書記に就任した。同時に2006年9月に設置された石油ガス最高評議会議長と、2007年設立されたリビア投資庁（LIA）総裁も兼務し国営石油企業のリストラに当たった。
政治的には改革派ではなく、優秀なテクノクラートとみなされている。
全国人民委員会製造担当副書記長時代に巨大人工河川計画と鉄道事業の2つの大型国家プロジェクトを担当している。人工河川プロジェクトは総工費185億USドルに相当する巨大なものであった。
また、マフムーディは、リビアの石油資源を背景にリビア政府系ファンド（ソブリン・ウエルス・ファンド）を設立した。

### カダフィ政権の崩壊
2011年リビア内戦の結果、反体制派のリビア国民評議会が首都トリポリに攻勢を強める最中の8月22日、マフムーディはチュニジアに脱出し、事実上の亡命と見做された。その後8月24日にトリポリは陥落、カダフィ政権は崩壊し、9月21日にチュニジア政府当局によって身柄を拘束された。チュニジアからリビアに強制送還されることとなり、これに抗議するためハンガー・ストライキを実行した。2015年7月28日にリビアの裁判所より死刑判決が言い渡された。
マフムーディは2012年にチュニジアに追放された後、2022年1月にリビアで投獄された。彼はリビアの機関と国際刑事裁判所でチュニジアに対して異議申し立てしようとしている。